# Mae Young
Johnnie Mae Young (Sand Springs, 12 maart 1923 – Columbia, 14 januari 2014) was een Amerikaans professioneel worstelaarster.
Young was een pionier in het professioneel worstelen bij de dames en tijdens de Tweede Wereldoorlog hielp ze om de populariteit bij de dames te verhogen en trainde verscheidene generatieworstelaars. Ze worstelde in de Verenigde Staten en Canada en won meerdere titels in de National Wrestling Alliance.
Begin 1999 begon Young een tweede carrière in de World Wrestling Federation (WWF). Ze verscheen af en toe met haar beste vriendin The Fabulous Moolah op de televisie van de WWF. In de documentaire "Lipstick & Dynamite, Piss & Vinegar: The First Ladies of Wrestling" gemaakt in 2004 is zij aan het woord en in actie te zien. In 2008 werd ze opgenomen in de WWE Hall of Fame.
Op 14 januari 2014 overleed ze op 90-jarige leeftijd.

## In worstelen
- Finisher
  - Elbow drop
- Signature moves
  - Bronco buster
  - Scoop slam
  - Schoolyard Pin
- Worstelaars gemanaged
  - Mark Henry
  - The Fabulous Moolah
  - The Kat (WrestleMania 2000)
- Bijnaam
  - "The Matriarch of the Mat"

## Prestaties
- Championship Wrestling from Florida
  - NWA Florida Women's Championship (1 keer)
- National Wrestling Alliance
  - NWA United States Women's Championship (1 keer)
  - NWA Women's World Tag Team Championship (1 keer met Ella Waldek)
- World Wrestling Entertainment
  - WWE Hall of Fame (Class of 2008)
  - Miss Royal Rumble 2000
  - Slammy Award
    - "Knucklehead Moment of the Year" (2010) Versloeg LayCool op Old School Raw.